# 643 a.C.

## Eventos
- Manassés, que havia sido levado cativo pelo rei da Assíria, retorna a Jerusalém. Ele restaura o culto a Deus, que ele anteriormente havia se oposto.[1]
- Amom, filho de Manassés, torna-se rei de Judá.[1]

## Nascimentos
- Draco, legislador ateniense, cujas leis eram tão severas, que dizia-se que haviam sido escritas com sangue.[2]

## Mortes
- Manassés, rei de Judá. De acordo com seu testamento, ele não foi enterrado com seus ancestrais, pois ele se considerou indigno.[1][Nota 1]